# Rue André-Gide
La rue André-Gide est une voie située dans le quartier Necker dans le 15e arrondissement de Paris.

## Situation et accès
La rue André-Gide est desservie à proximité par les lignes de métro :
- 4, 6, 12 et 13 à la station Montparnasse - Bienvenüe ;
- 6 et 12 à la station Pasteur ;
- 12 à la station Volontaires ;
- 13 aux stations Gaîté et Pernety.

## Origine du nom
Cette rue rend hommage à l'écrivain français et prix Nobel de littérature, André Gide (1869-1951).

## Historique
La voie est créée sur les anciens terrains SNCF rattachés à la gare Montparnasse, dans le cadre de l'aménagement de la ZAC Gare de Vaugirard en trois tronçons distincts entre 1987 et 2003 :
1. le tronçon commençant place Madeleine-Renaud-et-Jean-Louis-Barrault et finissant rue Georges-Duhamel se dénommait précédemment « voie BW/15 ». Cette section prend sa dénomination actuelle par un arrêté municipal du 14 octobre 2003 ;
2. le tronçon commençant rue Georges-Leclanché et finissant rue de la Procession avait été provisoirement dénommé « voie AW/15 ». Cette section prend sa dénomination actuelle par un arrêté municipal du 9 janvier 1987 ;
3. un tronçon qui débutait rue du Cotentin et finissait rue Georges-Leclanché a disparu lors du nouvel aménagement de la ZAC Gare de Vaugirard.